# Сулу (народ)
Сулу (также таусог, таосуг, таусуг, суг, от тагальского тао — человек, и сууг — поток) — народ группы моро на Филиппинах. Населяют архипелаг Сулу, главным образом острова Холо и Сиаси, провинции Сулу, Северный и Южный Замбоанга на острове Минданао. Численность — 430 тыс. человек. Близки народам баджао и самаль.
Языки — сулу, знают также самаль, висайя, тагальский, арабский. Верующие — мусульмане-сунниты.

## Происхождение
Сулу — потомки древнего населения островов Сулу. В XIV веке испытали влияние арабских, малайских и индийских переселенцев. В XV веке здесь возник султанат со столицей Холо (о. Холо), который стал центром распространения ислама. В султанате сулу составляли слой аристократии, из них выходили султаны и вожди.
Сейчас они остаются доминирующей этносоциальной группой. Среди них сильно развит сепаратизм.

## Хозяйство
Прежде славились как мореходы, торговцы, чуть позже перешли к земледелию. Выращивают рис, абаку, маис (кукурузу), кофе, овощи. Из домашних животных разводят быков-карабао, лошадей, птицу. Занимаются грузовыми перевозками, добычей жемчуга и кораллов.
Ремесла — ювелирное, оружейное (пушки, холодное оружие), резьба по дереву и перламутру, окраска тканей, плетение, ткачество. Часть сулу живёт в городах.
Одежда та же, что у других моро. У мужчин — шаровары, саронги, куртки, соломенные шляпы, платки, тюрбаны, фески. Традиционны пояс и крис. У женщин — саронг, жилеты, кофты, шаровары или штаны до колен, юбки, платки, шарфы, украшения.
Жилище — свайное, из бамбука, пальмы нипа, с декоративными элементами, усадьба огорожена бамбуковой изгородью. Поселения большие и разбросанные.
Пища — рис, овощи, морепродукты, рыба. Мясо — праздничный продукт. Свинина и вино не употребляется.
Жуют бетель.

## Социальные отношения
Как и у других народов моро, у сулу доминируют мусульманские традиции. В обществе главенствуют вожди (дато) и имамы.

## Культура
Сохраняется национальный танцевальный, музыкальный и поэтический фольклор.